# Choi In-young
Choi In-young (* 5. März 1962 in Paju) ist ein ehemaliger südkoreanischer Fußballtorhüter und späterer -trainer.

## Karriere

### Spieler

#### Klub
Nach seiner Zeit in der Mannschaft der Industriehochschule Seoul wechselte Choi Anfang 1980 in den Kader des Seoul FC. Im Sommer 1983 wechselte er dann weiter zum Kookmin Bank FC, wo er jedoch nur ein halbes Jahr verblieb. Seine letzte und dann auch längste Karrierestation war somit ab Anfang 1984 bei Ulsan Hyundai, wo er bis zum Ende der Saison 1996 spielte.

#### Nationalmannschaft
Erste Einsätze in der südkoreanische Nationalmannschaft bekam er ab dem Jahr 1983 in verschiedenen Freundschaftsspielen, ab 1985 wurde er auch in der Qualifikation für die Weltmeisterschaft 1986 eingesetzt. Für das Turnier selbst wurde er aber nicht nominiert. Dies geschah dann erst für den Kader der Weltmeisterschaft 1990, wo er auch Stammtorhüter wurde und in jedem der drei Gruppenspiele zum Einsatz kam. Anschließend war er Teil der Mannschaft bei den Asienspielen 1990, wo er mit seinem Team den dritten Platz erreichte.
Nach weiteren Freundschaftsspielen hütete er dann auch in den Endspielen um die Qualifikation zur Weltmeisterschaft 1994 das Tor. Nach der erfolgreichen Qualifikation wurde er auch hier für die Endrunde nominiert und stand wie auch schon bei der letzten WM in allen drei Gruppenspielen zwischen den Pfosten. Nach diesem Turnier beendete er schließlich auch seiner Karriere im Nationaldress.

### Trainer
Nach dem Ende seiner Karriere als Spieler wurde er gleich zur Saison 1997 Co-Trainer bei seinem letzten Klub Ulsan Hyundai und führte dieses Amt auch bis zum Ende der Saison 2003 aus. Danach wurde er für die Saison 2005 Co-Trainer bei der Kyungil University. Anschließend wechselte er in den Trainer-Stab von Jeonbuk Hyundai und agierte hier als Co-Trainer bis zum Ende der Saison 2013. In der Folgesaison war er Torwart-Trainer bei Goyang Citizen und in der darauffolgenden unter gleicher Position bei einer Schulmannschaft. Ab Anfang 2016 war er Torwart-Trainer bei der Shingal High School.